# خیال‌بافی (آلبوم ماریا کری)
خیال‌بافی (انگلیسی: Daydream) پنجمین آلبوم استودیویی خواننده و ترانه‌سرای آمریکایی ماریا کری است که در ۳ اکتبر ۱۹۹۵ توسط کلمبیا رکوردز منتشر شد. خیال‌بافی که پس از آلبوم‌های موفق بین‌المللی جعبه موسیقی (۱۹۹۳) و آلبوم تعطیلات کریسمس مبارک (۱۹۹۴) منتشر شد، با گرایش بیشتر به سمت موسیقی هیپ هاپ و شهری، سبکش با دو آلبوم پیشین متفاوت بود. در تمام طول پروژه، کری با والتر آفاناسیف، که بیشتر قطعات دو آلبوم پیشین خود را با او نوشت و تهیه کرد، همکاری کرد. کری با خیال‌بافی کنترل موسیقی و همچنین آهنگسازی آلبوم را بیشتر در دست گرفت. کری خیال‌بافی را آغاز تحول موسیقی و آوازی خود دانست، تغییری که در ششمین آلبومش پروانه (۱۹۹۷) آشکارتر شد. در طول جلسه‌های ضبط آلبوم، کری با تامی ماتولا، ناشر و همسرش در آن زمان تفاوت‌های خلاقانه زیادی را تحمل کرد.